# Władysław Augustyn
Władysław Marcin Augustyn (ur. 27 czerwca 1916 w Sękowej, zm. 27 lipca 2005 w Stanach Zjednoczonych) – polski chemik nieorganik, profesor nauk chemicznych. Specjalizował się w chemii i technologii nieorganicznych związków fluoru
W latach 1934–1939 studiował na Wydziale Chemicznym Politechniki Lwowskiej, uzyskując w 1939 r. absolutorium. Już po wojnie w sierpniu 1945 złożył na Politechnice Śląskiej egzamin dyplomowy z wynikiem ogólnym bardzo dobrym i otrzymał dyplom magistra inżyniera chemika. Na tej samej uczelni w 1952 uzyskał stopień doktora nauk technicznych, w 1954 - stopień naukowy docenta na podstawie rozprawy o nieorganicznych związkach fluoru na bazie fosforytowo-apatytowej. Tytuł profesora nadzwyczajnego otrzymał w 1968, a zwyczajnego w 1980 roku. Był odznaczony m.in.: Złotym Krzyżem Zasługi, Krzyżem Kawalerskim Orderu Odrodzenia Polski. Został pochowany na cmentarzu Rakowickim (kwatera AB-wsch-2).

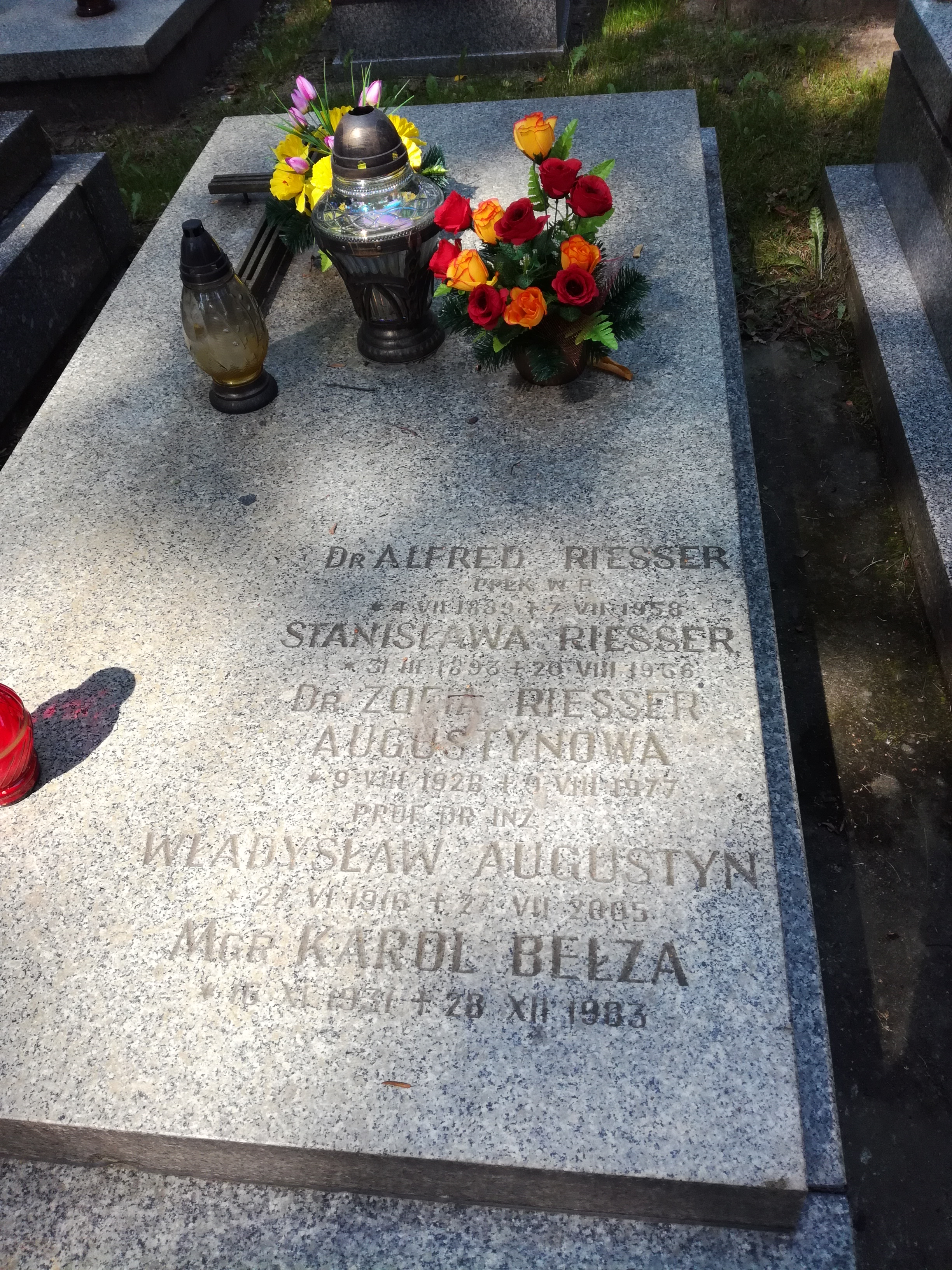
Grób prof. Władysława Augustyna i Alfreda Riessera na cmentarzu Rakowickim

## Wybrane publikacje
- Badania nad wpływem ciśnienia na przebieg termicznego rozkładu fluorku amonowego w roztworze wodnym. „Przemysł Chemiczny”, 1963.brak numeru strony
- Wpływ ciśnienia i temperatury na równowagę reakcji fluorku amonowego z fluorkiem potasowym we wrzącym roztworze wodnym. „Przemysł Chemiczny”, 1968.brak numeru strony
- Studies on equilibrium in the system K2SiF6-H2O-NH3. „Roczniki Chemii”, 1977.brak numeru strony